# Orseolia lourdusamyi
Orseolia lourdusamyi är en tvåvingeart som beskrevs av Mani 1986. Orseolia lourdusamyi ingår i släktet Orseolia och familjen gallmyggor. Inga underarter finns listade i Catalogue of Life.